# Torneo di Wimbledon 1963
Il Torneo di Wimbledon 1963 è stata la 77ª edizione del Torneo di Wimbledon e terza prova stagionale dello Slam per il 1963.
Si è giocato sui campi in erba dell'All England Lawn Tennis and Croquet Club di Wimbledon a Londra, in Gran Bretagna.

## Campioni

### Senior

#### Singolare maschile
Chuck McKinley ha battuto in finale  Fred Stolle con il punteggio di 9–7, 6–1, 6–4.

#### Singolare femminile
Margaret Court ha battuto in finale  Billie Jean King con il punteggio di 6–3, 6–4.

#### Doppio maschile
Rafael Osuna /  Antonio Palafox hanno battuto in finale  Jean-Claude Barclay /  Pierre Darmon con il punteggio di 4–6, 6–2, 6–2, 6–2.

#### Doppio femminile
Maria Bueno /  Darlene Hard hanno battuto in finale  Robyn Ebbern /  Margaret Smith con il punteggio di 8–6, 9–7.

#### Doppio misto
Margaret Smith Court /  Ken Fletcher hanno battuto in finale  Darlene Hard /  Bob Hewitt con il punteggio di 11–9, 6–4.

### Junior

#### Singolare ragazzi
Nicholas Kalogeropoulos ha sconfitto in finale  Ismail El Shafei con il punteggio di 6–4, 6–3.

#### Singolare ragazze
Monique Salfati ha sconfitto in finale  Kaye Dening con il punteggio di 6–4, 6–1.